# L-ラムノースイソメラーゼ
L-ラムノースイソメラーゼ （L-rhamnose isomerase、EC 5.3.1.14）とは、香川県の土壌中から分離された微生物であるPseudomonas stutzeriの生産する酵素であり、ケトース-アルドース間の可逆的異性化化反応を触媒する酵素である。D-タガトース3-エピメラーゼとともに希少糖酵素と呼び、希少糖の生産に最重要の酵素である。

## 歴史
- 香川大学の何森健らによって、プシコースをアロースに変換する酵素として発見された。

## 研究機関・研究者
希少糖研究センターを持つ、香川大学が希少糖を研究している機関として知られる。何森健は酵素による希少糖の大量生産系を確立した。